# Henny (voornaam)
De naam Henny is een voornaam die zowel gebruikt wordt voor jongens als voor meisjes. De naam is een afleiding van de naam Hendrik of Hendrikje. 
De naam Henny komt ook voor als achternaam.

## Bekende naamdragers
- Henny Vrienten, Nederlandse zanger en componist
- Henny Huisman, Nederlandse televisiepresentator
- Henny Orri, Nederlandse actrice
- Henny Stoel, Nederlandse nieuwslezeres

## Als familienaam
- Christiaan Marianus Henny
- Boudewijn Henny, Nederlands directeur
- Leonard Henny, Nederlands filmmaker